# Dobrețu
Dobrețu – wieś w Rumunii, w okręgu Aluta, w gminie Dobrețu. W 2011 roku liczyła 340 mieszkańców.